# Ligne Ferroviaire Orbitale
La ligne ferroviaire orbitale est un projet de ligne de chemin de fer défini par le pla d'infraestructures de Catalunya (PITC), conçu pour une période à long terme (2026), et pour le pla de transport de viatgers de Catalunya (PTVC), à court terme (2012). La ligne orbitale et l'axe ferroviaire transversal sont deux projets de caractère périmétrique qui casse le schéma radial qui a été appliqué jusqu'à présent. 
La ligne orbitale est également connue comme la quatrième ceinture ferroviaire (en catalan : quart cinturó ferroviari), elle reliera Vilanova i la Geltrú à Mataró en formant une parabole de 119 km qui passera par Granollers, Sabadell, Terrassa, Martorell et Vilafranca del Penedès. Sur certains tronçons, la ligne tirera parti des itinéraires existants, qui sont exploités actuellement par la société Renfe. 68 km de voies seront construits, dont 46 km en tunnel, et 25 nouvelles gares seront créées.

## Caractéristiques techniques
La ligne devrait posséder 39 gares en tout dont 18 nouvelles, construites pour cette ligne. Il devrait y avoir également 12 pôles d'échanges entre la Renfe et FGC. La ligne ferra 120 km dont 68 km de tronçons, construit pour l'occasion. La vitesse maximale sur la ligne sera de 120 km/h et la vitesse commerciale sur celle-ci sera de 60 km/h. Pour traverser tout la ligne, il faudra 117 minutes. 

## Gares

### Inventaire du patrimoine architectural de Catalogne
Cinq gares de la ligne sont comprises dans l'Inventaire du Patrimoine Architectural de la Catalogne : 
- Mataró
- Sabadell Centre
- Vilafranca del Penedès
- Vilanova i la Geltrú
- Terrassa

### Autres
- Canyelles est une gare ferroviaire en projet qui sera située au nord-est de la commune de Canyelles, dans la comarque de Garraf. Dans la gare, les trains qui s'arrêteront seront les trains de la future ligne orbitale (LOF)[2],[3],[4].
- Granollers Poligon | El Ramassà est une gare ferroviaire en projet qui sera située à l'est de la commune de Granollers, plus précisément au sud de la zone industrielle de Ramassà dans la comarque du Vallès Oriental. Dans la gare, les trains qui s'arrêteront seront les trains de la future ligne orbitale (LOF)[2],[3],[5].
- Argentona est une gare ferroviaire en projet qui sera située à l'est du centre-ville d'Argentona, juste à côté de l'autoroute C-60, à proximité de la sortie 1, dans la comarque du Maresme. Dans la gare, les trains qui s'arrêteront seront les trains de la future ligne orbitale (LOF)[2],[3],[6].
- La Roca del Vallès est une gare ferroviaire en projet qui sera située au nord-est de La Roca del Vallès, à côté de la route qui relie Mataró à Granollers, loin du centre du centre-ville, dans la comarque  du Vallès Oriental.  Dans la gare, les trains qui s'arrêteront seront les trains de la future ligne orbitale (LOF)[2],[3],[7].
- Mataró Oest est une gare ferroviaire en projet qui sera située au sud-ouest du centre-ville de Mataró, dans le quartier de Pla d'en Boet, dans la rue Pablo de Iglesias, dans la comarque du Maresme. Dans la gare, les trains qui s'arrêteront seront les trains de la future ligne orbitale (LOF), mais il est prévu que des trains de la ligne R1 s'y arrêtent également[2],[3],[8].
- Mataró Est est une gare ferroviaire en projet qui sera située à l'est de la ville de Mataró, entre les quartiers de La Rocafonda et du Palau - Escorxador, entre l'avenue d'Amèrica et la route de Mata à Mataró, dans la comarque du Maresme. Dans la gare, les trains qui s'arrêteront seront les trains de la future ligne orbitale (LOF), mais il est prévu que des trains de la ligne R1 s'y arrêtent également[2],[3],[9].